# Келсі Воррелл
Келсі Воррелл (англ. Kelsi Worrell, нар. 15 липня 1994, Нью-Джерсі, США) — американська плавчиня, олімпійська чемпіонка 2016 року, чемпіонка світу.

## Виступи на Олімпійських іграх
| Олімпіада | Дисципліна         | Місце |
| --------- | ------------------ | ----- |
| Ріо 2016  | 100 м батерфляєм   | 9     |
| Ріо 2016  | 4×100 м комплексом | 1     |